# John Reynolds (Physiker)
John Hamilton Reynolds (* 3. April 1923 in Cambridge (Massachusetts); † 4. November 2000 in Berkeley) war ein US-amerikanischer Geophysiker.

## Leben und Werk
Reynolds studierte an der Harvard University (Bachelor summa cum laude 1943) und unterbrochen vom Wehrdienst im Zweiten Weltkrieg bei der US Navy im Südpazifik an der University of Chicago, wo er bei Mark Inghram promoviert wurde. Er befasste sich dort mit Massenspektrometern, wobei er von den Chicagoer Physikern Harold C. Urey und Enrico Fermi beeinflusst wurde. Er wandte die Massenspektrometrie auf geologische und kosmische Datierungsprobleme an, zum Beispiel auf Meteorite.
1950 wurde er Assistant Professor an der University of California, Berkeley, wo er mit der geologischen Forschungsgruppe von  John Verhoogen und seinen Schülern arbeitete.  Er entwickelte dort das erste statische (nicht gepumpt betriebene) Glas-Massenspektrometer für Edelgase. Damit verbesserte er die Kalium-Argon-Datierung in der Geologie. Reynolds entdeckte Isotopen-Anomalien in Meteoriten, die auf Elemente hinwiesen, die aus der Zeit vor der Entstehung des Sonnensystems stammten. Beispielsweise fand er 1960 eine Xenon-129 Anomalie, die er auf den Zerfall von Jod 129 zurückführte (Halbwertszeit 16 Millionen Jahre), mit möglicher Herkunft aus einer Supernova vor Entstehung des Sonnensystems.
Er verbrachte ein Sabbatjahr an der Universität São Paulo, wo er half ein geochronologisches Labor aufzubauen.
Er war Mitglied der National Academy of Sciences (1968) und der American Academy of Arts and Sciences (1986). 1965 erhielt er die Wetherill Medal des Franklin Institute, 1967 die J. Lawrence Smith Medal der National Academy of Sciences, 1973 den NASA Exceptional Achievement Award und die Leonard Medal der Meteoritical Society und 1988 die Berkeley Citation. 1987 wurde er Ehrendoktor der Universität Coimbra in Portugal.
Seine Forschungen lieferten auch die Grundlage für die paläomagnetischen Datierungen von Allan Cox, Richard Doell, Brent Dalrymple, die alle aus Berkeley kamen. Auch bei der Datierung der Frühmenschenfunde in der Olduvai-Schlucht spielte seine Methode eine wichtige Rolle.